# Lillasjön (Redslareds socken, Västergötland)
Lillasjön är en sjö i Svenljunga kommun i Västergötland och ingår i Viskans huvudavrinningsområde.